# Macey-Inseln
Die Macey-Inseln sind zwei kleine Inseln vor der Mawson-Küste des ostantarktischen Mac-Robertson-Lands. In der Robinson-Gruppe liegen sie 3 km südlich der Auster-Inseln.
Wissenschaftler der Australian National Antarctic Research Expeditions (ANARE) errichteten 1971 auf einer der beiden Inseln eine Schutzhütte. Das Antarctic Names Committee of Australia benannte sie nach Louis Edward „Lem“ Macey (1911–1986), der 1957 an einer ANARE-Kampagne in dieses Gebiet beteiligt war.